# Tettigometra griseola
Tettigometra griseola är en insektsart som beskrevs av Franz Xaver Fieber 1865. Tettigometra griseola ingår i släktet Tettigometra och familjen Tettigometridae.
Artens utbredningsområde är Spanien. Inga underarter finns listade i Catalogue of Life.